# 松原良香
松原 良香（まつばら よしか、1974年8月19日 - ）は、静岡県浜松市出身の元サッカー選手、サッカー指導者、解説者、実業家。Jリーグ選手OB会副会長。元サッカー選手の松原真也は兄、サッカー選手の松原后は甥（真也の息子）。

## 経歴

### プロ入り前
プロサッカー選手となる3歳年上の兄・真也にあこがれ小学校3年生よりサッカーを始める。真也は高校2年生の時にアルゼンチンに渡り、プロ契約を果たした。その影響を受け、自らもアルゼンチン行きを周囲に相談するが反対され断念。
東海大一高校の同学年には伊東輝悦、白井博幸、1学年上には服部年宏、岩下潤がいる。高校卒業後、特待生として阪南大学に進んだが、3日間で辞めて静岡に戻る。世代別日本代表コーチとして面識があったヤマハ発動機（のちのジュビロ磐田）の山本昌邦から連絡を受け、海外に挑戦することを勧められる。帰国後はジュビロ磐田でプレーするという約束を交わした上で、山本に紹介されたウルグアイのCAペニャロールにてプロサッカー選手としてのキャリアをスタートさせる。

### プロ入り後
CAペニャロールには1993年4月から12月まで在籍し、トップチームのひとつ下のカテゴリーに所属した。帰国後は同年よりJリーグに参入したジュビロ磐田に加入。FWには中山雅史、サルヴァトーレ・スキラッチがおり、松原はスーパーサブとして起用された。1年目は18試合に出場し、チーム内ではスキラッチに次ぐ7ゴールを記録した。
1996年、28年ぶりの出場となったアトランタ五輪に出場するU23日本代表に選出。「マイアミの奇跡」として知られるブラジル戦に途中出場した他、ハンガリー戦にもスタメンで出場した。
磐田監督のハンス・オフトと折り合いが悪く、1996年は清水エスパルス、1997年はジェフユナイテッド市原でプレー。1998年に磐田に復帰したが、1度も出場機会が訪れないままシーズンを終えた。
1999年はプルヴァHNL（クロアチア1部）のNKリエカに移籍。チームメイトには財前宣之がいた。移籍にまつわる手続きに時間がかかり、実際に試合に出場できるようになったのは4月ごろからだった。移籍先を探してスイスやドイツを転々とし、10月にスイス・スーパーリーグ（スイス1部）のSRドレモンに加わり、年末まで在籍した。
2000年、日本に戻りJ2の湘南ベルマーレに加入。前園真聖は「自分の年俸を削って構わない。だから松原を獲得してくれ」とクラブのフロントに懇願したと語る。松原はこの年のリーグ戦でチーム最多の12点をあげた。
2001年、ウルグアイのCAプログレッソから1年間の期限付き移籍という形でアビスパ福岡に加入。
2002年には代理人からの紹介によりウルグアイのデフェンソール・スポルティングに渡ったが、すでに同クラブでは外国人枠が埋まっており登録できなかった。同年後半はブラジルのクラブで練習に参加していた。
2003年、加藤久が監督を務める九州サッカーリーグ所属の沖縄かりゆしFCに加入、主将を任された。メインスポンサーの撤退を受けて同クラブの全所属選手が退団するなか、松原も第28回全国地域リーグ決勝大会を間近に控えた2004年10月に静岡FCに移籍。
2005年は静岡FCで選手兼任監督を務めた。

### 引退後
2005年にFELICEサッカースクールを開校。2009年にFELICE MONDO株式会社、2017年に一般社団法人FELICEスポーツクラブを設立し、それらの代表を務めている。
現在Uｰ15は千葉県1部で奮闘中
2009年から2015年までは暁星国際学園アストラインターナショナルコースゼネラルマネージャーを務めた。
2015年11月、SC相模原の監督に就任した。J3リーグ残り3戦での監督就任で2勝1分けの好成績を残すも2015年シーズン限りで退任。
2016年4月より、筑波大学大学院人間総合科学研究科スポーツ健康システム・マネジメント専攻に在学し、2018年に体育学の修士学位を取得。2019年より吉備国際大学スポーツ社会学科の非常勤講師を、2022年より筑波大学大学院人間総合科学研究科の非常勤講師を務める。
2019年、大学院での研究論文をまとめた書籍「ストライカーを科学するーサッカーは南米に学べ!」を岩波書店より出版する。
2023年からは、いわてグルージャ盛岡の監督を務める。
2023年9月、成績不振の為、解任。

## エピソード
- 幼少時よりディエゴ・マラドーナが大好きで、一緒に撮った写真は今も大事に飾っている[25]。
- 清水エスパルスに所属していた兄の真也とはジュビロ磐田vs.清水エスパルスのサテライトリーグで対決したこともある。
- 各年代の日本代表としてプレーし、1996年アトランタオリンピックではリバウド、ロベルト・カルロス、ベベットなどを擁するブラジル代表を"マイアミの奇跡"の一員として破った。
- 兄への信頼もあり、兄弟は仲が良い[26]。
- 英語とスペイン語に堪能であり、海外でも英語とスペイン語を駆使して取材を行っている[27]。

## 所属クラブ
- 1993年  CAペニャロール
- 1994年 - 1997年  ジュビロ磐田
  - 1996年  清水エスパルス (期限付き移籍)
  - 1997年  ジェフユナイテッド市原 (期限付き移籍)
- 1998年  ジュビロ磐田
- 1999年  HNKリエカ
- 1999年  SRドレモン（ドイツ語版）
- 2000年  湘南ベルマーレ
- 2001年  CAプログレッソ
- 2001年  アビスパ福岡
- 2002年  デフェンソール・スポルティング
- 2003年 - 2004年10月  沖縄かりゆしFC
- 2004年11月 - 2005年  静岡FC

## 個人成績
| 国内大会個人成績 | 国内大会個人成績 | 国内大会個人成績 | 国内大会個人成績 | 国内大会個人成績                       | 国内大会個人成績          | 国内大会個人成績 | 国内大会個人成績 | 国内大会個人成績 | 国内大会個人成績 | 国内大会個人成績 | 国内大会個人成績 |
| 年度             | クラブ           | 背番号           | リーグ           | リーグ戦                               | リーグ戦                  | リーグ杯         | リーグ杯         | オープン杯       | オープン杯       | 期間通算         | 期間通算         |
| 年度             | クラブ           | 背番号           | リーグ           | 出場                                   | 得点                      | 出場             | 得点             | 出場             | 得点             | 出場             | 得点             |
| ウルグアイ       | ウルグアイ       | ウルグアイ       | ウルグアイ       | リーグ戦                               | リーグ戦                  | リーグ杯         | リーグ杯         | オープン杯       | オープン杯       | 期間通算         | 期間通算         |
| ---------------- | ---------------- | ---------------- | ---------------- | -------------------------------------- | ------------------------- | ---------------- | ---------------- | ---------------- | ---------------- | ---------------- | ---------------- |
| 1993             | ペニャロール     |                  | ウルグアイリーグ |                                        |                           |                  |                  |                  |                  |                  |                  |
| 日本             | 日本             | 日本             | 日本             | リーグ戦                               | リーグ戦                  | リーグ杯         | リーグ杯         | 天皇杯           | 天皇杯           | 期間通算         | 期間通算         |
| 1994             | 磐田             | -                | J                | 18                                     | 7                         | 0                | 0                | 0                | 0                | 18               | 7                |
| 1995             | 磐田             | -                | J                | 15                                     | 3                         | -                | -                | 2                | 0                | 17               | 3                |
| 1996             | 清水             | -                | J                | 13                                     | 3                         | 3                | 0                | 0                | 0                | 16               | 3                |
| 1997             | 市原             | 9                | J                | 25                                     | 8                         | 7                | 3                | 2                | 0                | 34               | 11               |
| 1998             | 磐田             | 26               | J                | 0                                      | 0                         | 0                | 0                | 0                | 0                | 0                | 0                |
| クロアチア       | クロアチア       | クロアチア       | クロアチア       | リーグ戦                               | リーグ戦                  | リーグ杯         | リーグ杯         | オープン杯       | オープン杯       | 期間通算         | 期間通算         |
| 1998-99          | リエカ           |                  | プルヴァHNL      | 2                                      | 0                         |                  |                  |                  |                  |                  |                  |
| スイス           | スイス           | スイス           | スイス           | リーグ戦                               | リーグ戦                  | スイス杯         | スイス杯         | オープン杯       | オープン杯       | 期間通算         | 期間通算         |
| 1999-00          | ドレモン         |                  | スーパーリーグ   | 5                                      | 0                         |                  |                  |                  |                  |                  |                  |
| 日本             | 日本             | 日本             | 日本             | リーグ戦                               | リーグ戦                  | リーグ杯         | リーグ杯         | 天皇杯           | 天皇杯           | 期間通算         | 期間通算         |
| 2000             | 湘南             | 17               | J2               | 35                                     | 12                        | 2                | 1                | 3                | 0                | 40               | 13               |
| ウルグアイ       | ウルグアイ       | ウルグアイ       | ウルグアイ       | リーグ戦                               | リーグ戦                  | リーグ杯         | リーグ杯         | オープン杯       | オープン杯       | 期間通算         | 期間通算         |
| 2001             | CAプログレッソ   |                  | ウルグアイリーグ |                                        |                           |                  |                  |                  |                  |                  |                  |
| 日本             | 日本             | 日本             | 日本             | リーグ戦                               | リーグ戦                  | リーグ杯         | リーグ杯         | 天皇杯           | 天皇杯           | 期間通算         | 期間通算         |
| 2001             | 福岡             | 37               | J1               | 8                                      | 0                         | 4                | 0                | 0                | 0                | 12               | 0                |
| ウルグアイ       | ウルグアイ       | ウルグアイ       | ウルグアイ       | リーグ戦                               | リーグ戦                  | リーグ杯         | リーグ杯         | オープン杯       | オープン杯       | 期間通算         | 期間通算         |
| 2002             | デフェンソール   |                  | ウルグアイリーグ |                                        |                           |                  |                  |                  |                  |                  |                  |
| 日本             | 日本             | 日本             | 日本             | リーグ戦                               | リーグ戦                  | リーグ杯         | リーグ杯         | 天皇杯           | 天皇杯           | 期間通算         | 期間通算         |
| 2003             | 沖縄かりゆし     | 9                | 九州             | 20                                     | 11                        | -                | -                | 2                | 1                | 22               | 12               |
| 2004             | 沖縄かりゆし     | 9                | 九州             |                                        |                           | -                | -                | -                | -                |                  |                  |
| 2004             | 静岡FC           |                  | 東海1部          |                                        |                           | -                | -                |                  |                  |                  |                  |
| 2005             | 静岡FC           |                  | 東海1部          |                                        |                           | -                | -                |                  |                  |                  |                  |
| 通算             | ウルグアイ       | ウルグアイ       | ウルグアイリーグ | \|\|\|\|\|\|\|\|\|\|\|\|\|\|           |                           |                  |                  |                  |                  |                  |                  |
| 通算             | 日本             | 日本             | J1               | 79                                     | 21                        | 14               | 3                | 4                | 0                | 97               | 24               |
| 通算             | 日本             | 日本             | J2               | 35                                     | 12                        | 2                | 1                | 3                | 0                | 40               | 13               |
| 通算             | 日本             | 日本             | 東海1部          | \|\|\|\|colspan="2"\|-\|\|\|\|\|\|\|\| |                           |                  |                  |                  |                  |                  |                  |
| 通算             | 日本             | 日本             | 九州             | \|\|\|\|colspan="2"\|-\|\|\|\|\|\|\|\| |                           |                  |                  |                  |                  |                  |                  |
| 通算             | クロアチア       | クロアチア       | プルヴァHNL      | 2                                      | 0\|\|\|\|\|\|\|\|\|\|\|\| |                  |                  |                  |                  |                  |                  |
| 通算             | スイス           | スイス           | スーパーリーグ   | 5                                      | 0\|\|\|\|\|\|\|\|\|\|\|\| |                  |                  |                  |                  |                  |                  |
| 総通算           | 総通算           | 総通算           | 総通算           | \|\|\|\|\|\|\|\|\|\|\|\|\|\|           |                           |                  |                  |                  |                  |                  |                  |

## 代表歴
- 1990年 U-17日本代表
- 1993年 U-20日本代表
- 1994年 U-21日本代表
- 1995年 U-22日本代表
- 1996年 U-23日本代表：アトランタ五輪代表

## 指導歴
- 2005年 静岡FC 監督
- 2015年11月 - 同年12月 SC相模原 監督
- 2023年 - 同年9月 いわてグルージャ盛岡 監督

## JFA公認ライセンス取得歴
- 2005年 JFA公認C級ライセンス取得
- 2005年 JFA公認B級ライセンス取得
- 2008年 JFA公認A級ライセンス取得
- 2010年 JFA公認S級ライセンス取得
- 2012年 JFA公認A級U-12ライセンス取得

## メディア出演

### テレビ
- コパアメリカ2011 (NHK)
- スーパーモーニング (テレビ朝日)
- Jリーグ解説 (スカパー)
- W杯解説 (スカパー)
- サッカープラネット (NHK BS-1)
- W杯2014ブラジル スタジオ解説 (NHK総合・テレビ東京)
- プロホガソン (スカパー)
- 松原良香 欧州サッカー探訪記～２つのファイナルを巡り歩く～ (スカパー、2016年7月)
- みなスポ（静岡放送）- コメンテーター

### ラジオ
- POWER BAY MORNING (ベイエフエム)

### コラム連載
- サッカー人
- マノアマノ

### 講演実績
- ジュニア育成地域推進事業 品川区サッカージュニアユース強化教室
- 港区 若年公務員対象 勉強会